# Hollis Frampton
Hollis Frampton (11. března 1936 – 30. března 1984) byl americký experimentální filmový režisér. Jeho manželkou byla fotografka Marion Faller, s níž často spolupracoval. Narodil se v ohijském městě Wooster a většinu dětství strávil s prarodiči z matčiny strany. Ve svých patnácti letech nastoupil na Phillips Academy v massachusettském Andoveru. Později se usadil v New Yorku, kde se začal více zajímat o film. Natočil několik desítek experimentálních snímků, jedním z nich je například Zorns Lemma. Později se věnoval pedagogické činnosti na Buffalské univerzitě. Zemřel na rakovinu ve věku 48 let v Buffalu.